# 미쓰오촌
미쓰오촌(三丘村)은 야마구치현 구마게군에 설치된 촌이다. 